# Élections générales britanno-colombiennes de 2020
Les élections générales britanno-colombiennes de 2020 ont lieu de manière anticipée le 24 octobre 2020 afin d'élire la 42e législature de l'Assemblée législative de Colombie-Britannique.
Le scrutin voit la victoire du Nouveau Parti démocratique (NPD) du premier ministre John Horgan, qui devient le premier dirigeant néodémocrate à être reconduit à la tête d'une province. Arrivé en tête des suffrages, le NPD décroche la majorité absolue à l'Assemblée législative avec 57 sièges sur 87.

## Contexte
Les élections de mai 2017 voit le Parti libéral au pouvoir perdre la majorité absolue qu'il détenait à l'Assemblée depuis 2001. Le principal parti d'opposition Nouveau Parti démocratique (NPD) arrivé en deuxième place, ne réunit pour autant pas la majorité, plaçant le Parti vert en faiseur de rois. Le 29 juin, ce dernier participe au vote d'une motion de censure du gouvernement sortant, avant de soutenir sans y participer un nouveau gouvernement minoritaire NPD avec John Horgan pour premier ministre.
Le 21 septembre 2020, cependant, Horgan rencontre la lieutenante-gouverneure Janet Austin afin de lui demander la convocation d'élections anticipées pour le 24 octobre. Le premier ministre sortant justifie sa décision par l'impossibilité de mettre en œuvre son programme sans majorité propre. L'opposition libérale ainsi que le Parti vert critiquent quant à eux la tenue du scrutin en pleine pandémie de Covid-19,.

### Assemblée sortante
| Parti | Parti              | Chef             | Sièges | Sièges   | Candidats |
| Parti | Parti              | Chef             | 2017   | Sortants | Candidats |
| ----- | ------------------ | ---------------- | ------ | -------- | --------- |
|       | Parti libéral      | Andrew Wilkinson | 43     | 41       | 87        |
|       | NPD                | John Horgan      | 41     | 41       | 87        |
|       | Parti vert         | Sonia Furstenau  | 3      | 2        | 83        |
|       | Parti conservateur | Trevor Bolin     | 0      | 0        | 10        |
|       | Indépendants       | Indépendants     | 0      | 2        | 31        |
|       | Vacant             | Vacant           | 0      | 1        | -         |

## Système électoral
L'Assemblée législative de la Colombie-Britannique est composée de 87 sièges pourvus pour quatre ans au scrutin uninominal majoritaire à un tour dans autant de circonscriptions.

## Résultats
|                           |                            |           |       |               |        |               |  |  |  |
| Parti                     | Parti                      | Votes     | %     | +/–           | Sièges | +/–           |  |  |  |
|                           | Nouveau Parti démocratique | 898 384   | 47,69 | 7,40          | 57     | 16            |  |  |  |
|                           | Parti libéral              | 636 148   | 33,77 | 6,60          | 28     | 15            |  |  |  |
|                           | Parti vert                 | 284 151   | 15,09 | 1,74          | 2      | 1             |  |  |  |
|                           | Parti conservateur         | 35 902    | 1,91  | 1,38          | 0      | en stagnation |  |  |  |
|                           | Parti libertarien (en)     | 8 360     | 0,44  | 0,05          | 0      | en stagnation |  |  |  |
|                           | Héritage chrétien          | 3 895     | 0,21  | 0,04          | 0      | en stagnation |  |  |  |
|                           | Parti communiste           | 786       | 0,04  | en stagnation | 0      | en stagnation |  |  |  |
|                           | Vision                     | 761       | 0,05  | Nv            | 0      | en stagnation |  |  |  |
|                           | Parti rural CB             | 754       | 0,04  | Nv            | 0      | en stagnation |  |  |  |
|                           | Wexit CB                   | 673       | 0,04  | Nv            | 0      | en stagnation |  |  |  |
|                           | Indépendants               | 13 818    | 0,33  | 0,79          | 0      | en stagnation |  |  |  |
|                           |                            |           |       |               |        |               |  |  |  |
| Votes valides             | Votes valides              | 1 883 632 | 99,21 |               |        |               |  |  |  |
| Votes blancs et invalides | Votes blancs et invalides  | 14 921    | 0,79  |               |        |               |  |  |  |
| Total                     | Total                      | 1 898 553 | 100   | –             | 87     | en stagnation |  |  |  |
| Abstention                | Abstention                 | 1 626 259 | 46,14 |               |        |               |  |  |  |
| Inscrits / participation  | Inscrits / participation   | 3 524 812 | 53,86 |               |        |               |  |  |  |

## Analyse et conséquences
Le scrutin s'avère payant pour John Horgan qui réussit son pari avec ces élections anticipés. Son parti remporte la majorité absolue, sa première depuis 1996 dans une province, ce qui lui permet d'être reconduit pour un second mandat, une première pour un dirigeant du NPD.
Le chef du parti libéral, Andrew Wilkinson, annonce sa démission prochaine au vu du fort recul enregistré par sa formation, qui perd près d'un tiers de ses sièges.